# Єгрек
Єгре́к (болг. Егрек) — село в Кирджалійській області Болгарії. Входить до складу общини Крумовград.

## Населення
За даними перепису населення 2011 року у селі проживали 615 осіб.
Національний склад населення села:
| Національність   | Кількість осіб | Відсоток |
| ---------------- | -------------- | -------- |
| болгари          | 367            | 90,0%    |
| турки            | 10             | 2,5%     |
| цигани           | 0              | 0%       |
| інша             | 15             | 3,7%     |
| не визначились   | 16             | 3,9%     |
| Всього відповіли | 408            |          |

Розподіл населення за віком у 2011 році:
Динаміка населення: